# Crésilas

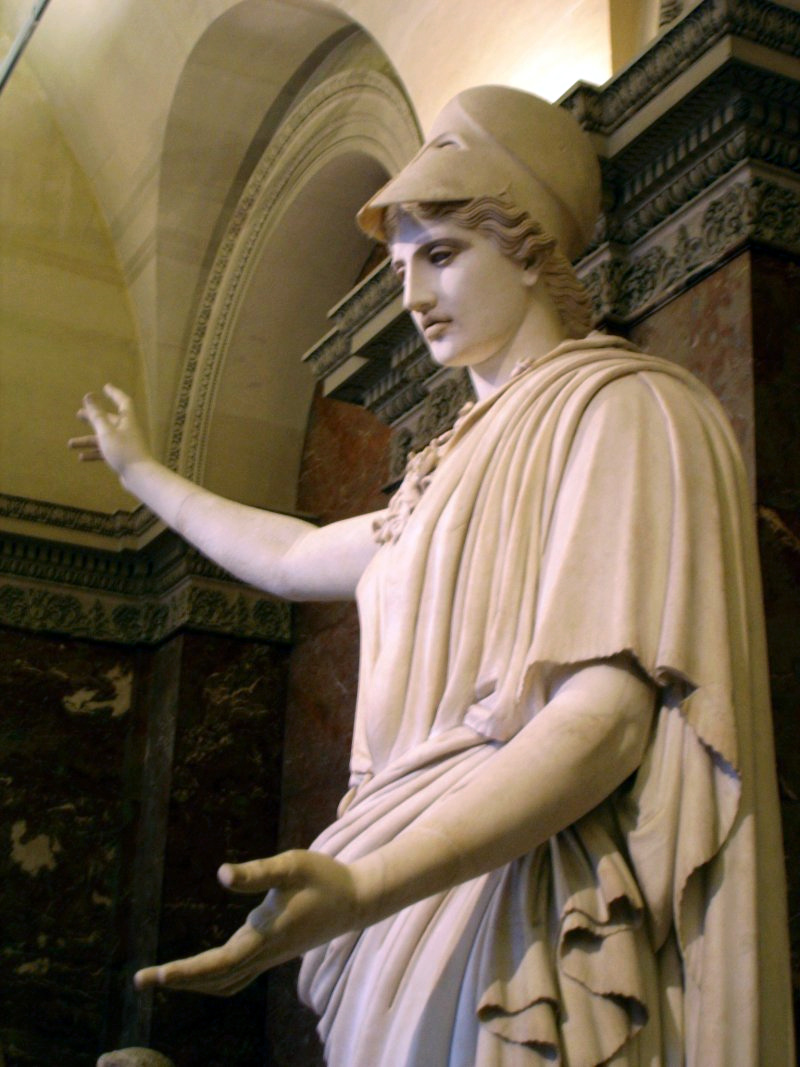
Cópia romana de Atena, chamada de Velletri, atribuída a Crésilas. Louvre

Crésilas (em grego: Κρησίλας; romaniz.: Kresilas) foi um escultor grego natural de Creta, ativo no século V a.C. Trabalhou em Atenas no tempo da Guerra do Peloponeso, seguindo os padrões estilísticos de Míron. Foi autor de uma escultura de Péricles que foi colocada na Acrópole de Atenas. Participou de um concurso contra Fídias, Policleto, Cídon e Fradmon para a criação de uma Amazona ferida. Também crê-se que tenha sido o criador do tipo Velletri das representações de Atena.